# Protea pityphylla
Protea pityphylla là một loài thực vật có hoa trong họ Quắn hoa. Loài này được Phill. X P. Effusa E. Mey. Ex Meisn. miêu tả khoa học đầu tiên.